# Iranopogon gaspari
Iranopogon gaspari là một loài ruồi trong họ Asilidae. Iranopogon gaspari được Tomasovic miêu tả năm 1999. Loài này phân bố ở vùng Cổ Bắc giới.